# Warren G
Воррен Гріфін III (англ. Warren Griffin III; нар. 10 листопада 1970) , більш відомий як Воррен Джі (Warren G) — американський репер із Західного узбережжя, який разом зі своїм братом Доктором Дре розробив у першій половині 1990-х новий напрямок у хіп-хопі — джі-фанк. У 1994 році Уоррен Джі записав пісню «Regulate», разом зі своїм товаришем Нейт Доггом (двоюрідним братом Снуп Догга). У Європі Warren G більше відомий за збіркою The Rapsody Overture (1997), що є поєднанням репу і класичної музики, хітом звідти став реп на музику хору «Літай на крилах вітру» А. П. Бородіна (З опери «Князь Ігор»).

## Кар'єра

### Рання кар'єра та 213
Уоррен Гріффін III виріс у місті Лонг-Біч, Каліфорнія. У той час він слухав те, що слухали його батьки: джаз, соул, і фанк. Це виховало у ньому велику любов до музики. У якийсь момент він вступив у вуличну банду Rollin 20's Crips. У 1990 у музиці він заснував групу 213, названу на честь телефонного коду Каліфорнії, в якій були Снуп, Нейт і сам Уоррен Джі. Під час роботи з 213 молодий Уоррен використав весь свій вільний час для створення музики.
213 розпалася, коли Снуп Догг і Нейт Догг підписали контракт із Death Row. Хоча Уоррен Джі мав можливість приєднатися до Death Row, він вважав за краще з самого початку зосередитись на сольній кар'єрі.

### Сольна кар'єра
Протягом своєї ранньої сольної кар'єри Уоррен працював з такими артистами, як MC Breed і 2Pac, але його творчий прорив стався після вокальної співпраці з Mista Grimm у пісні Indo Smoke, що стала головним саундтреком до фільму Poetic Justice у 1992 році. Реп-виконання призвело його до щільної співпраці з його зведеним братом Доктором Дре. У тому ж 1992 році Воррен зробив великий внесок у альбом Доктора Дре The Chronic, включаючи семпли для пісні «Nuthin' But a “G” Thang».
Всесвітнє визнання як сольного артиста прийшло до нього в 1994 після виконання пісні «Regulate» спільно з Nate Dogg'ом, яка відразу ж очолила чарти. У тому ж році Уоррен випускає альбом Regulate… G Funk Era, який став тричі платиновим, разом із піснею «This D.J.», яка стала хітом. Альбом був проданий у кількості чотирьох мільйонів копій у всьому світі, три з яких були продані в США.
Другий альбом Уоррена Take a Look Over Your Shoulder був випущений у 1997 році. На його підтримку вийшов два хіт-сингли: «I Shot the Sheriff» і «Smokin' Me Out». Альбом був випущений якраз на той час, коли популярність джи-фанку в США стала спадати, і він досяг лише золотого статусу, будучи проданим у кількості 500,000 копій.
Разом із норвезькою зіркою сопрано Сіссель Хюрхьєбе Уоррен Джі у 1998 році прославився в Європі завдяки збірці The Rapsody Overture, де він читає реп під музику з опери «Князь Ігор».
З лейблом Restless Records репер підписав угоду на випуск свого третього альбому I Want It All у стилі джаз-рок у 1999 році. У піснях альбому можна почути таких виконавців як Snoop Dogg, Mack 10, Kurupt та Eve. В альбомі було два сингли: «I Want It All», що став золотим і «Game Don't Wait». Альбом став платиновим у США.
Четвертий альбом Уоррена — The Return of the Regulator був випущений у 2001 році. В альбом увійшов лише один сингл — «Lookin' at You». У 2004 Warren G, Snoop Dogg і Nate Dogg об'єднали групу 213 і випустили альбом The Hard Way, до якого увійшов сингл «Groupie Luv». Він досяг 48-го місця у US R&B Chart. Альбом досяг четвертого місця в Білборд 200 і став золотим.
Warren G выпустил новый альбом 11 октября 2005 года, который назывался In the Mid-Nite Hour.
22 березня Воррен випустив пісню «Mr. President» для президентських виборів 2008 року, де він закликає голосувати кожного. Також він з'явився на шоу Celebrity Rap Superstar.
На трьох альбомах Уоррена можна почути пісні 213: пісня «Game Don't Wait» з'явилася на альбомі I Want It All; «Yo' Sassy Ways» з'явилася на альбомі The Return of the Regulator; пісня PYT з'явилася на альбомі In the Mid-Nite Hour.
У 2009 році Уоррен випустив свій шостий студійний альбом The G Files.
Після смерті Nate Dogg'а 15 березня 2011 року Warren G випустив пісню «This Is Dedicated To You». Пісня отримала добрі відгуки від критиків. Всі кошти, отримані від цієї пісні, пішли на допомогу сім'ї та родичам Nate Dogg'а. Також він зробив кілька публічних виступів для просування благодійних акцій.
Усього Уоррен Джі продав від 8 до 10 мільйонів копій своїх альбомів у всьому світі.
2015 року випустив міні-альбом Regulate… G Funk Era, Pt. II.

## Тиждень Warren G
Мером міста Лонг-Біч було прийнято рішення присвятити тиждень з 1 по 6 серпня 2005 Уоррену Джі .

## Інші проєкти
Уоррен все ще воліє працювати незалежно. Його робота включає реп, акторську майстерність, спів і створення пісень для різних ТВ-шоу і фільмів. Він прагне працювати з новими виконавцями, щоб зробити їх відомішими.

## Нагороди

### Греммі
| Рік  | Жанр    | Пісня                            | Категорія                                        | Нагорода  |
| ---- | ------- | -------------------------------- | ------------------------------------------------ | --------- |
| 1995 | Хіп-хоп | «Regulate» (спільно с Nate Dogg) | Найкраще вокальне реп-виконання дуетом чи гуртом | Номінація |
| 1995 | Хіп-хоп | «This D.J.»                      | Найкраще сольне реп-виконання дуетом чи гуртом   | Номінація |

## Фільмографія
- All of Us (2005)
- Old School (2003)
- The Parkers (2000)
- Little Richard (2000)
- Speedway Junky (1999)
- The Show (1995)

## Дискографія
| Рік  | Назва                                                                                      | Відомості про альбом                                                                                              |
| ---- | ------------------------------------------------------------------------------------------ | --- |
| 1994 | Regulate…G Funk Era - Дата виходу: 7 червня, 1994 - Лейбл: Def Jam Recordings              | - Остання сертифікація RIAA: триразова платина - Сингли: "Regulate", "Do You See", "This DJ", "So Many Ways"      |
| 1997 | Take a Look Over Your Shoulder - Дата виходу: 25 березня, 1997 - Лейбл: Def Jam Recordings | - Остання сертифікація RIAA: золото - Сингли: "I Shot the Sheriff", "Smokin' Me Out", "What We Go Through"        |
| 1999 | I Want It All - Дата виходу: 12 жовтня, 1999 - Лейбл: Restless Records                     | - Остання сертифікація RIAA: золото - Сингли: "I Want It All", "Game Don't Wait" "Gangsta Love", "You Never Know" |
| 2001 | The Return of the Regulator - Дата виходу: 11 грудня, 2001 - Лейбл: Universal              | - Остання сертифікація RIAA: ні - Сингли: "Lookin' At You", "Ghetto Village"                                      |
| 2005 | In the Mid-Nite Hour - Дата выхода: 11 жовтня, 2005 - Лейбл: Lightyear/Hawino              | - Последняя сертифікація RIAA: нет - Синглы: «Get U Down», «I Need a Light»                                       |
| 2009 | The G Files - Дата виходу: 29 вересня, 2009 - Лейбл: E1                                    | - Остання сертифікація RIAA: ні - Сингли: "Ringtone", "Crush"                                                     |